# Racer (revista)
Racer (estilizado como RACER) es una revista estadounidense de deportes de motor con sede en Irvine, California. Es propiedad de Racer Media & Marketing, se publica ocho veces al año como una publicación hermana del sitio web homónimo.

## Visión general
La revista tiene noticias y artículos relacionados con la mayoría de las principales series de automovilismo del mundo, incluidas la NASCAR, la Fórmula 1, la IndyCar Series, el WeatherTech SportsCar Championship, la National Hot Rod Association y el Campeonato Mundial de Rally, así como categorías de carreras locales. Además, incluye una extensa fotografía de automóviles de carreras. También Racer tiene una división editorial personalizada, que produce la revista SportsCar para el Sports Car Club of America.
En junio de 2019, Racer Media & Marketing adquirió la revista Vintage Motorsport.

## Historia
La revista debutó en mayo de 1992, con la historia de portada sobre la «guerra de motores» en el CART, y la foto de portada era una toma frontal del Penske-Chevrolet de Emerson Fittipaldi. La revista fue lanzada por Paul F. Pfanner y originalmente publicada por Racer Communications, Inc., que era una empresa hermana de Pfanner Communications, Inc. que publicaba la revista SportsCar para el Sports Car Club of America y la revista Champ Car. El editor fundador de Racer fue Bill Sparks y el editor fundador fue John Zimmermann. Jeff Zwart también fue cofundador. Fue incluida como una de las «doce mejores revistas de los Estados Unidos» por la revista M.I.N. en 1999. La compañía y el título fueron comprados más tarde por Haymarket Publishing (actualmente Haymarket Media Group), con sede en Londres, a principios de 2001. La revista fue vendida a sus fundadores en 2012 y ahora está a cargo de Racer Media & Marketing Inc. Laurence Foster permaneció en el cargo de editor en jefe. Sparks se desempeña como editor y director de operaciones de la empresa. Los principales inversores de la revista también regresaron a la publicación, incluidos Chris Dyson y Rob Dyson.

## Editores
- 1992: Racer Communications, Inc.[12][13]
- 2001: Haymarket[14]
- 2012: Racer Media & Marketing Inc.[15]